# رسائل أدبية مزعجة
يشير مصطلح الرسائل الأدبية العشوائية (Spam poetry) (والمعروف أيضًا باسم الرسائل المزعجة والرسائل الأدبية المزعجة) إلى مجموعة قصاصات من المقاطع الشعرية والنثر يتم تضمينها في رسائل البريد الإلكتروني العشوائي. وتعتبر بعض من هذه المقتطفات من المحتوى الأصلي، بينما يكون البعض الآخر مقاطع من أعمال شبكة الإنترنت العامة (مثل إدغار آلان بو والكتاب المقدس), أما البعض الآخر فمن الممكن أن يكون مزيجًا من أعمال شبكة الإنترنت العامة الإبداعية، والتي غالبا ما يتم نسخها من الإنترنت. تتضمن الرسائل الأدبية العشوائية عمليات بيع أو تزعم بيع منتجات مثل البرامج وأقراص تحسين القدرة الجنسية وأجهزة الكمبيوتر.

## سبب التسمية
في البداية، كان مستلمو رسائل البريد الإلكتروني التي تحتوي على رسائل أدبية عشوائية يعتقدون أن هذه الرسائل تعتبر شكلًا من أشكال «رسائل الكلمات المفتاحية العشوائية».
وفي الغالب يقوم مرسل البريد العشوائي بإرسال رسالة البريد العشوائي الواحدة إلى ملايين الصناديق البريدية وفي حالة ما إذا وافق جزء صغير جدا من المتلقين على شراء المنتجات التي تباع من قبل مرسلي البريد المزعج، فمن حيث النسبة المئوية، سيتم تحقيق عدد كبير من عمليات الشراء وبالتالي ستتم عملية الربح بشكل أكبر. وعلى هذه الأسس وحدها، سيكون من المفيد لمرسلي البريد العشوائي إنشاء نصوص البريد الإلكتروني من النصوص الأدبية العشوائية.
مع ذلك، فإن وجود الرسائل الأدبية العشوائية مهم للغاية: وذلك للتغلب على مرشحات البريد العشوائي القوية التي يتم تطويرها من قبل مزودي خدمات البريد الإلكتروني الرئيسية مثل جوجل وياهو وإيه أو إل؛ حيث يمكن لمرشحات البريد العشوائي أن تتعرف على خصائص رسائل البريد العشوائي النموذجية وحذفها تلقائيًا.
ومن أجل التحايل على مرشحات البريد العشوائي، قرر مرسلو البريد العشوائي إنشاء البريد الإلكتروني للرسائل الأدبية العشوائية والتي من الممكن أن تشمل الصور (والتي لا يمكن لإدارة البريد العشوائي الكشف عنها) مع اسم المنتج ونص الرسالة الأدبية العشوائية ورابط لتوجه المتلقين إلى الموقع الإلكتروني الذي يختاره مرسل البريد العشوائي.

## نبذة تاريخية وردود الفعل
يشار إلى أن أول مرة ظهرت فيها ظاهرة الرسائل الأدبية العشوائية كانت في 20 سبتمبر عام 2002 على موقع listserv.buffalo.edu. حيث قام عضو من مشغلي القوائم الإلكترونية الأدبية بصياغة المصطلح لأول مرة في سطر الموضوع متبوعًا بالرسالة التالية:
«مازلت أفكر حتى الآن في تداعيات الأدب والفن اللذين تم إنشاؤهما باستخدام زر الحذف في العقل. Jess (Glass)»
ومع ذلك، بدأ متلقو البريد الإلكتروني يلاحظون زيادة في البريد المزعج بدءًا من أواخر عام 2005 والتي استمرت طوال عام 2007.
هذا وقد نُشر كتاب بعنوان قصائد: مستوحاة من رسائل البريد العشوائي الذي كتبه بن مايرز في عام 2008 عن طريق بلاكهيث للكتب؛ حيث يدعي مايرز أنه قام بكتابة قصائد البريد العشوائي منذ حوالي عام 1999.
وفي أغسطس 2006، قام ديفيد كيستينبوم من الإذاعة الوطنيةالعامة  البرنامج الصباحي  بإذاعة قصة عن ما أسماه "البريد الأدبي المزعج". ووفقًا لما قاله كيستينبوم، فقد كان بول جراهام، وهو مبرمج مسئول بشكل غير مباشر عن مشكلة الرسائل الأدبية العشوائية. وقد لاحظ جراهام أن مرسلي رسائل البريد العشوائي يتغلبون على مرشحات البريد العشوائي وذلك من خلال عدم إملاء الكلمات الرئيسية بشكل صحيح على سبيل المثال استبدال الحرف "I" بـ "1" في الكلمة "click". ووفقًا لكيستينبوم، فقد كتب جراهام برنامجًا لاكتشاف كيف يمكن أن يعمل فصل البريد العشوائي عن رسائل البريد الحقيقية على أفضل نحو ممكن. ومن أجل التدريب على ذلك، ساعد الكثيرين في الفصل بدقة بين إرسال البريد العشوائي وبين رسائل البريد الحقيقي."
ويُشار إلى أن جراهام اكتشف أن رمزه المكون من 50 سطرًا يستبعد 99% من رسائل البريد العشوائي. ولكنه سرعان ما اكتشف أن مرسلي البريد العشوائي قد اكتشفوا أعمال الشعراء والكتاب طويلة الأمد كطريقة أخرى للتغلب على كود جراهام الخاص بـمكافحة رسائل البريد العشوائي.

## الاستخدامات الأدبية
يعتقد بعض متلقي الرسائل الأدبية العشوائية أن النصوص تكون ذات أسلوب راقٍ ومتميز، مشيرين إلى أنه حتى القطع «المدمجة» في النص غالبًا ما تشير إلى معنى جوهري.
وكثيرًا ما يشير الشعراء الجدد إلى الرسائل الأدبية بالعشوائية باعتبارها «شعرًا نفيسًا» وكذلك أدب نفيس وأحيانًا يقومون بدمج هذه المقتطفات في أعمالهم. ففي عام 2007، أعلنت بوست فوتري، وهي مدونة أدبية، مشروع الرسائل الأدبية العشوائية التي يمكن للكتاب من خلالها تقديم إبداعاتهم في الرسائل الأدبية العشوائية (لكن بدون إعلانات).